# Telesikles
Telesikles (altgriechisch Τελεσίκλες) gilt als Gründer der parischen Kolonie auf Thasos. Seine Lebensdaten sind unbekannt, jedoch ließ sich die Gründung der Kolonie in die erste Hälfte des 7. Jahrhunderts v. Chr. datieren. Telesikles gilt zudem als Vater des frühgriechischen Lyrikers Archilochos.
Der Überlieferung zufolge überbrachte Telesikles den Pariern einen Orakelspruch, der sie zur Gründung einer Kolonie auf Thasos aufforderte.
| ἄγγειλον Παρίοις Τελεσίκλεες, ὥς σε κελεύω νήσῳ ἐν Ἠερίῃ κτίζειν εὐδείελον ἄστυ.                                                      |
| „Sage den Pariern, Telesikles, wie ich dir befehle, dass sie auf der Insel Eëria (sc. Thasos) eine ansehnliche Stadt gründen sollen.“ |

Die 1946 durchgeführten Ausgrabungen auf der Agora von Thasos legten das Fundament eines runden Gebäudes frei, das als „Tholos“ bezeichnet und vom Ausgräber Roland Martin dem Oikisten Telesikles zugeordnet wird. Für eine Deutung als Heroon des Telesikles spricht die Lage in der Nähe der ältesten Heiligtümer. Ein Grab wurde jedoch nicht gefunden.